# Nachrichtentruppe von Wehrmacht und Waffen-SS

Schulterstück eines SS-Oberscharführers der Fernmeldetruppe der Waffen-SS

Die Nachrichtentruppe war eine Truppengattung des Heeres der Wehrmacht und Waffen-SS, die zur Einrichtung und zum Betrieb der Nachrichtenverbindungen als Fernsprech- und Funkverbindungen aufgestellt wurde. Speziell für das Abhören von gegnerischem Fernmeldeverkehr dienten Horchkompanien, in denen Fremdsprachen-kundige Soldaten Dienst taten.
Sie gehörte gemäß Verfügung des Oberkommandos der Wehrmacht vom 14. Oktober 1942 zu den fechtenden Truppen der deutschen Wehrmacht und der Waffen-SS bis 1945.
Die 1935 der Nachrichtentruppe zugeteilte Waffenfarbe der Wehrmacht und der Waffen-SS war Zitronengelb. Die Waffenfarbe der Luftnachrichtentruppe der Luftwaffe hingegen war Braun.

## Vorgeschichte: Erster Weltkrieg und Reichswehr

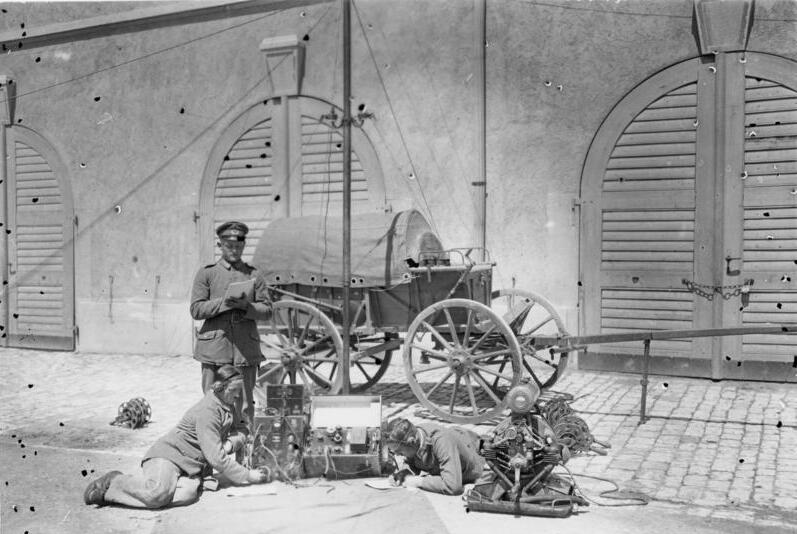
Nachrichtentrupp mit leichtem Heeresfeldwagen im Ersten Weltkrieg

Vorläufer der deutschen Nachrichtentruppe war die 1899 gebildete Telegrafentruppe. Telegrafenbataillone, Festungs- und Armee-Fernsprechabteilungen wurden im Ersten Weltkrieg 1917 zur Nachrichtentruppe zusammengefasst. Zur Nachrichtenübermittlung wurden neben Funk- und Fernsprechverbindungen sowie den neu entwickelten Fernschreibern auch Brieftauben und Heliographen verwendet. Während des Ersten Weltkrieges erfuhr insbesondere die Funktelegrafie zunehmende Bedeutung. So erfolgte 1915 der erste Einsatz von Tastfunkgeräten durch die Fliegertruppe zur Artilleriebeobachtung. 1916 operierten erstmals an vorderster Linie mit mobilen Funkgeräten ausgerüstete Funktrupps.
In der Reichswehr war ab 1921 jeder Division eine Nachrichtenabteilung mit zwei Kompanien unterstellt. Neben Funk- und Fernsprechverbindungen wurden zunächst auch Brieftauben weiterhin zur Nachrichtenübermittlung verwendet. Ab 1930 wurden zur Verschlüsselung geheimer Nachrichten höherer Stäbe sowie von einzelnen Schiffseinheiten Enigma-Chiffriermaschinen eingesetzt.

## Nachrichtentruppe der Wehrmacht

### Aufstellung

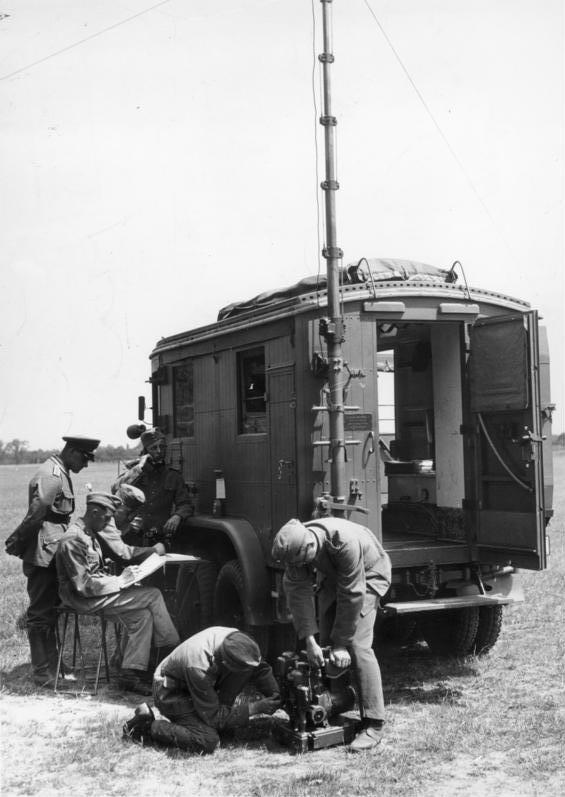
Mobile Funkstelle des Mobilen Landfunkdienstes der Wehrmacht bei einer Übung im Sommer 1935

Im Zuge der Aufrüstung der Wehrmacht erfolgten die ersten streng geheimen Aufrüstungsmaßnahmen bereits im Frühjahr 1933 mit der Aufstellung neuer Abteilungen bzw. zweiter Funkkompanien bei bestehenden Abteilungen, der Erhöhung der Anzahl der zum 1. April 1933 eingestellten Offizieranwärter auf das Achtfache und deren zahlenmäßigen Verstärkung des Offiziers- und Unteroffizierskorps durch ehemalige Nachrichtensoldaten und deren lehrgangsmäßigen Vorbereitung. Ab 1934 wurden so aus den bisherigen Nachrichtenabteilungen Kader für zahlreiche neue Verbände aufgebaut, wobei die Divisionen der Wehrmacht jeweils eine Nachrichtenabteilung erhielten.
Die Nachrichtentruppe fächerte währenddessen stetig ihr Fähigkeitsspektrum weiter aus; sie verfügte nun über leichte, mittlere und schwere Fernsprechtrupps, Fernsprechanschluss- und -betriebstrupps, Telegraphenbautrupps, leichte und schwere Funktrupps, Kleinfunktrupps, Funksprech- und Funk-Horchtrupps, Patrouillenfunktrupps, Schlüssel- und Auswertetrupps und Sammlerladetrupps.
Die Ausbildung der Nachrichtentruppe erfolgte ab 1935 an der Heeres- und Luftwaffennachrichtenschule, ab 1936 Heeresnachrichtenschule in Halle im heutigen Stadtteil Heide-Süd. Als zentrale Kommunikationszentren wurden bei Zossen (Bunker „Zeppelin“) und auf dem Truppenübungsplatz Ohrdruf zwei Bunkeranlagen errichtet.
Fachlich wurde die Nachrichtentruppe durch den Inspekteur der Nachrichtentruppen im Oberkommando des Heeres geführt, die einzelnen Verbände und Einheiten unterstanden den jeweiligen Befehlshabern und Kommandeuren des Feldheeres.
Wesentlich am Aufbau der Truppe beteiligt waren der General der Nachrichtentruppe Erich Fellgiebel und der General der Nachrichtentruppe Albert Praun.

### Gliederung und Stärke
Bei Beginn des Krieges verfügte die Nachrichtentruppe über
- 104 Divisions-Nachrichten-Abteilungen mit Stab, Fernsprech-Kompanie, Funk-Kompanie und leichter Nachschub-Kolonne
- 23 Korps-Nachrichten-Abteilungen mit Fernsprech-Kompanie, Funk-Kompanie, zwei Fernsprech-Funk-Kompanien und leichter Nachschub-Kolonne
- 10 Nachrichten-Regimenter und
- 12 Feld-Nachrichtenkommandanturen der Armeen und Heeresgruppen mit Stab, einer I. Abteilung (Betrieb) mit einer Fernsprech- und einer Funk-Kompanie sowie einer II. und III. Abteilung (Bau) jeweils mit einer Betriebs- und drei Bau-Kompanien
- 45 selbständige Feldfernkabelbau-, Fernsprechbetriebs- und Fernsprechbaukompanien;
- 14 Nachrichten-Ersatzabteilungen
- 7 Horch-Kompanien zur Funkaufklärung, meist je Heeresgruppe eine Kompanie

Hinzu kamen auf Einheitsebene die Nachrichtenstaffeln der fechtenden Truppe wie z. B. in der Artillerie- oder der Nebeltruppe. Diese gehörten nicht zur Nachrichtentruppe, sondern waren in die Verbände und Einheiten integriert und unterstanden dem Kommando der jeweiligen Kompanien, Batterien und Schwadronen.
Je Heeresgruppenabschnitt war je eine Funkhorch-Kompanie im Einsatz. Bei Vernichtung dieser Einheit bestand keine Möglichkeit zur weiteren Fernmeldeaufklärung der Feindkräfte – so bei der Heeresgruppe Afrika.
Die Propagandatruppe war bis 1942 ebenfalls Teil der Nachrichtentruppe, wurde dann jedoch zu einer eigenständigen Truppengattung.
Im Zuge der Bildung weiterer Großverbände kam es im Verlauf des Krieges zu zahlreichen Neu- und Ersatzaufstellungen sowie zur Aufstellung selbständiger Nachrichtenkompanien oder Spezialeinheiten, darunter Blankdraht-Baukompanien, Dezimeter-Richtverbindungskompanien, Trägerfrequenz-Kompanien, Durchgangsvermittlungs-Betriebskompanien und Fernsprech-Instandhaltungskompanien.

### Einsatz im Zweiten Weltkrieg

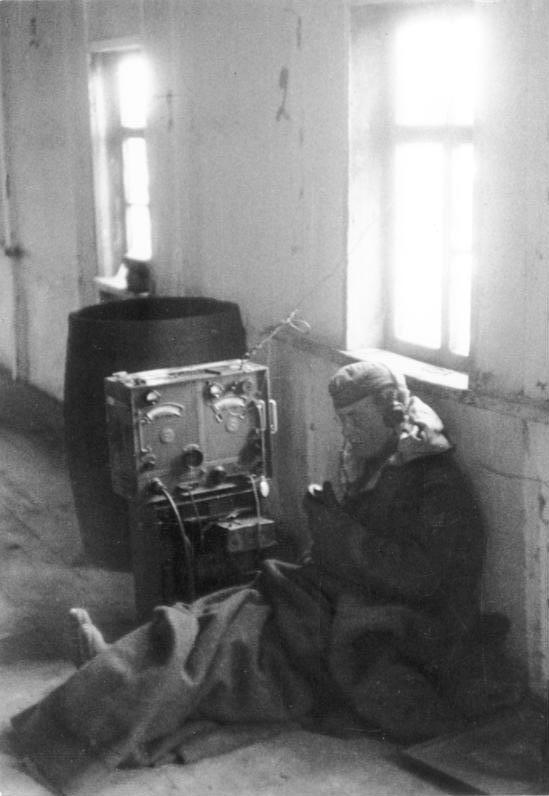
Nachrichtensoldat mit Funkgerät (Sende- und Empfangsteil), Sowjetunion 1942

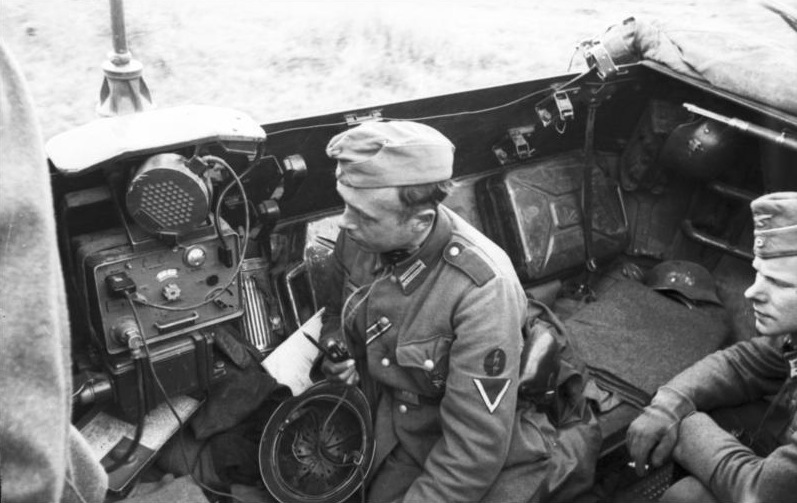
Funker mit Blitz am linken Ärmel, Russland, August 1941.

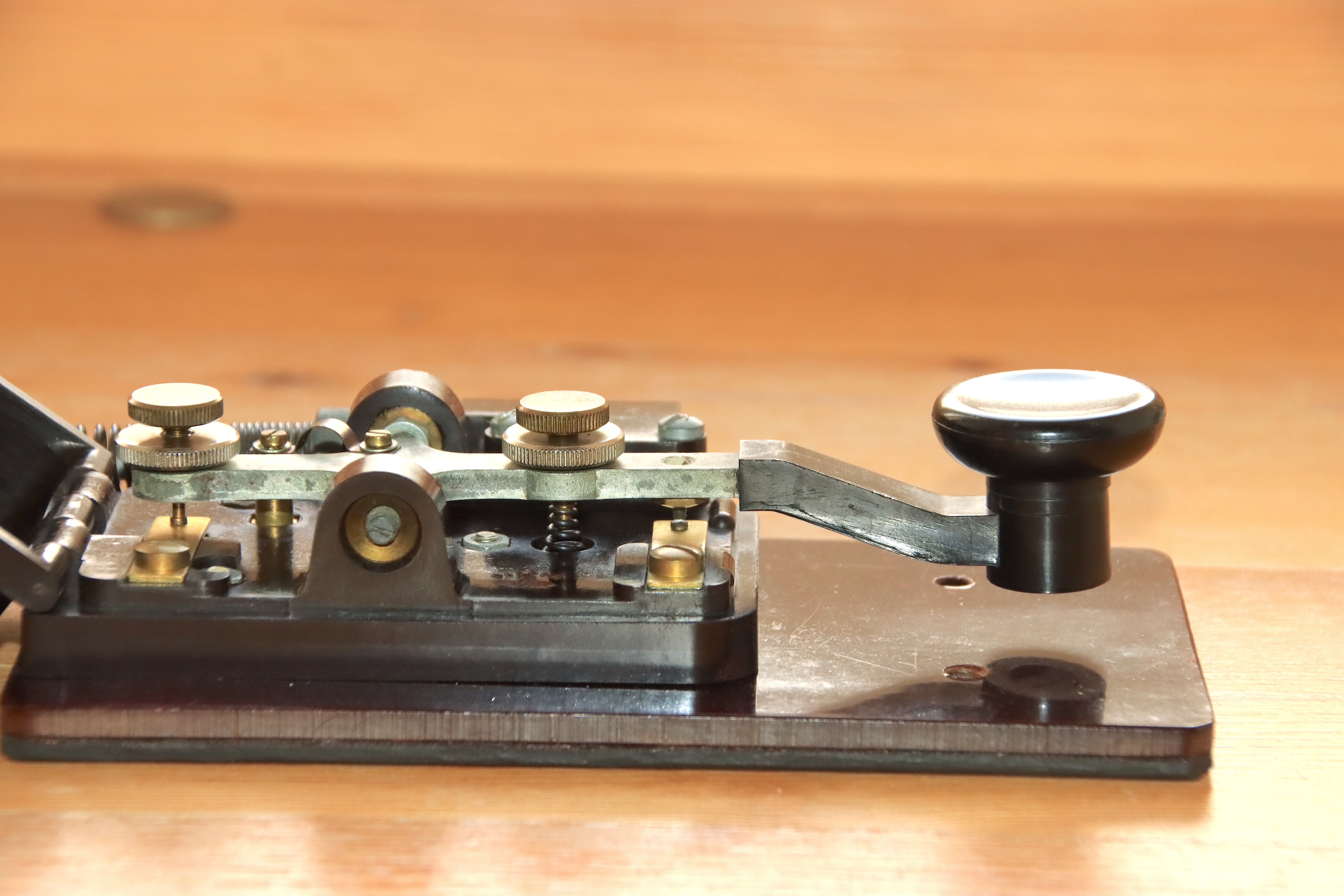
Wehrmacht Morsetaste WaA 376

Der Inspekteur und General der Nachrichtentruppe Erich Fellgiebel, 1944 hingerichtet aufgrund seiner Beteiligung am Attentat vom 20. Juli 1944 gegen Adolf Hitler, wurde mit der Äußerung zitiert: „Die Nachrichtentruppe hat es schwer. Sie stinkt nicht, sie knallt nicht, dass es sie überhaupt gibt, merken die meisten Leute erst, wenn sie nicht mehr funktioniert.“
Die Funker trugen am linken Ärmel der Uniform einen Blitz.
Für die weiträumigen Operationen der Wehrmacht wurde in Zusammenarbeit mit der Reichspost ein  weitverzweigtes Kabelgrundnetz von der Ostsee bis nach Nordafrika erstellt. Fellgiebel stellte drei spezialisierte Führungs-Nachrichtenregimenter auf, die mit Hilfe der Trägerfrequenztechnik die Verbindungen über größte Entfernungen sicherten. Dieses aus Drehkreuz- und Felddauerlinien, später auch aus unbespulten Fernkabeln bestehende Verbindungsnetz war vor allem in der zweiten Kriegshälfte durch Sabotage, durch Partisanen und die Rückzugsbewegungen bedroht. Generalstabschef Franz Halder, der im Gegensatz zu seinem Amtsvorgänger beim Kriegsausbruch 1914 die strategische Bedeutung militärischer Nachrichtenverbindungen richtig eingeschätzt hatte, hatte den sowohl als „As der Nachrichtentruppe“ verehrten wie auch abschätzig als „Strippenpapst“ titulierten Fellgiebel im Frühjahr 1939 ins Amt berufen und ihn dann soweit in die Operationsplanung einbezogen, dass der Inspekteur der Nachrichtentruppe auf seinem Gebiet Organisation, Technik und Einsatz vorbereiten konnte. Fellgiebel konnte mit seiner Truppe im Verlauf des Krieges ein engmaschiges, über deutsches und okkupiertes Gebiet überlagernd gespanntes Kommunikationsnetz aufbauen, das alle Störungen auffangen und kompensieren konnte; wurden Kabel kriegsbedingt zerstört, so ließen sich sofort Ersatz-Verbindungen schalten.
Bis Anfang 1945 blieb das umfangreiche Nachrichtennetz der Wehrmacht funktionsfähig. So fielen nach dem Abschneiden der Heeresgruppe Nord im Kurland-Kessel zwar alle Fernmeldeleitungen zwischen Riga und dem Führerhauptquartier in Rastenburg aus, aber die Heeresgruppe Nord behielt dennoch einen Draht zum 300 Kilometer Luftlinie entfernten Führerhauptquartier. Fernschreiben und Ferngespräche gelangten nun per Land- und Seekabel über die rund 4500 Kilometer lange Strecke Rastenburg – Berlin – Hamburg – Dänemark – Oslo – Narvik – Petsamo – Rovaniemi – Helsinki – Reval – Riga in das Hauptquartier der Heeresgruppe. Albert Praun, General der Nachrichtentruppe, meinte dazu: „Die Sprachverständigung […] war zwar dünn, aber ausreichend; die Fernschreibverbindung sicher. Das war eine der Glanzleistungen der deutschen Nachrichtentruppe.“
Unentdeckt blieb jedoch die entscheidende Schwachstelle des deutschen Nachrichtenwesens: Es gelang der britischen Funkaufklärung ab 1940 mit einer Geheimoperation unter dem Decknamen Ultra mit steigendem Erfolg, die deutschen Funksprüche durch das Knacken der Enigma-Verschlüsselung zu dechiffrieren und „mitzulesen“. Da Abhörergebnisse von der Ostfront nicht mit der Roten Armee geteilt wurden, verschafften sich die West-Alliierten damit einen kriegsentscheidenden Vorteil.
Dem Zusammenbruch im Frühjahr 1945, bei dem sich deutsche Heeresverbände bereits in verschiedene, voneinander isolierte Gruppierungen auflösten, konnte von den übriggebliebenen Führungs-Nachrichtenregimentern noch notdürftig durch ergänzende Leitungsbauten und spezielle Schaltungen begegnet werden. Am 20. April 1945 musste schließlich der zentrale unterirdische Nachrichtenbunker „Zeppelin“ in Zossen angesichts anrollender sowjetischer Panzer abgeschaltet und fluchtartig geräumt werden.

## Bilder aus dem Einsatzgeschehen

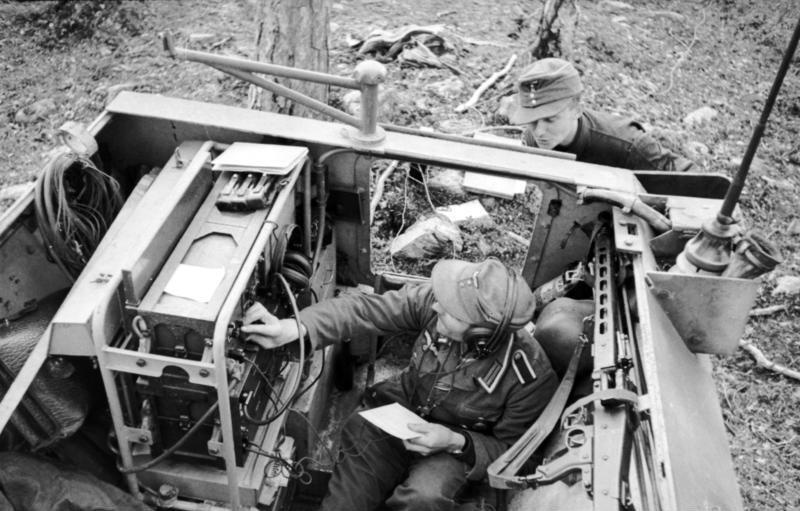
Nachrichtensoldat in gepanzertem Funkwagen Sd.Kfz. 250/5
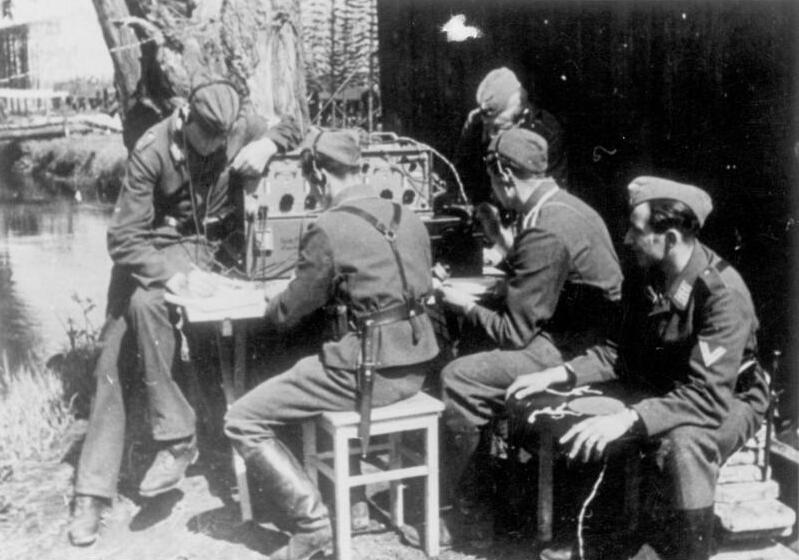
Bodenfunkstelle der Luftwaffe 1940
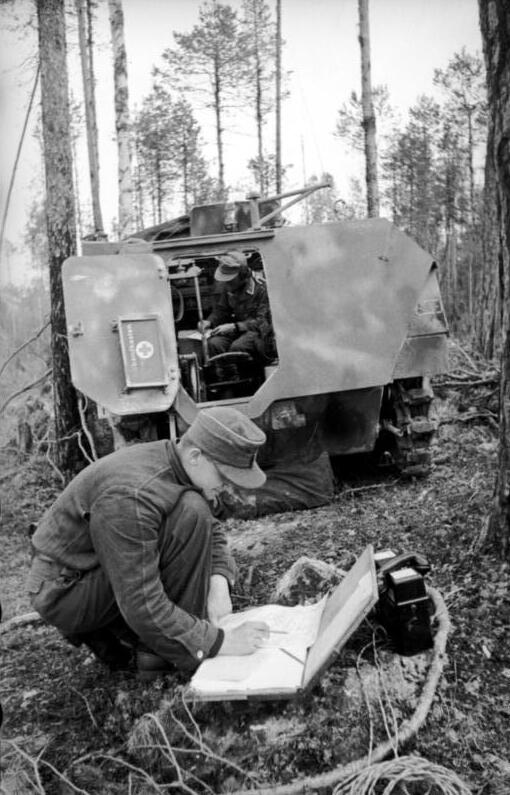
Fernsprechtrupp in Lappland
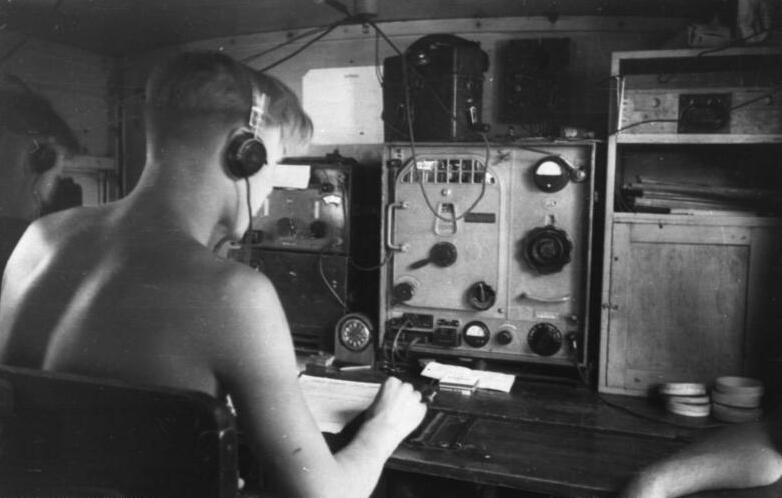
Funker im Einsatz, Warschauer Aufstand 1944
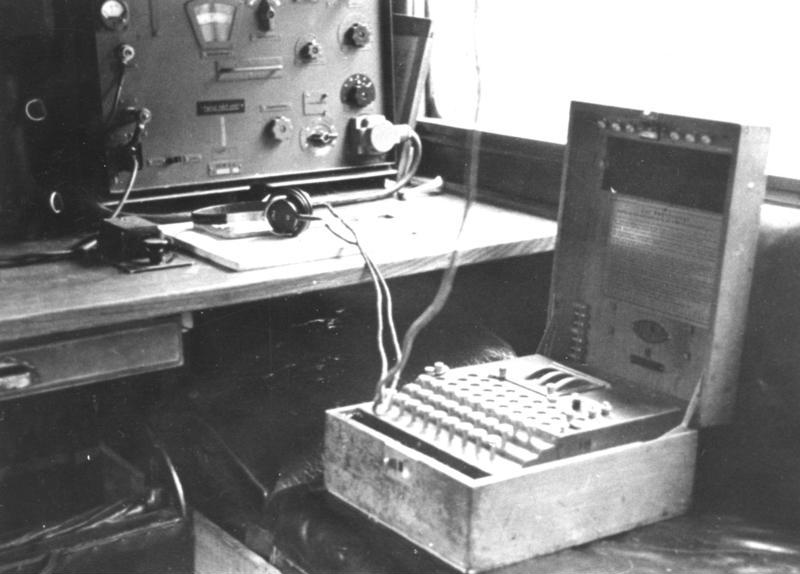
„Enigma“-Chiffriergerät der 7. Panzer-Division, Ostfront 1941
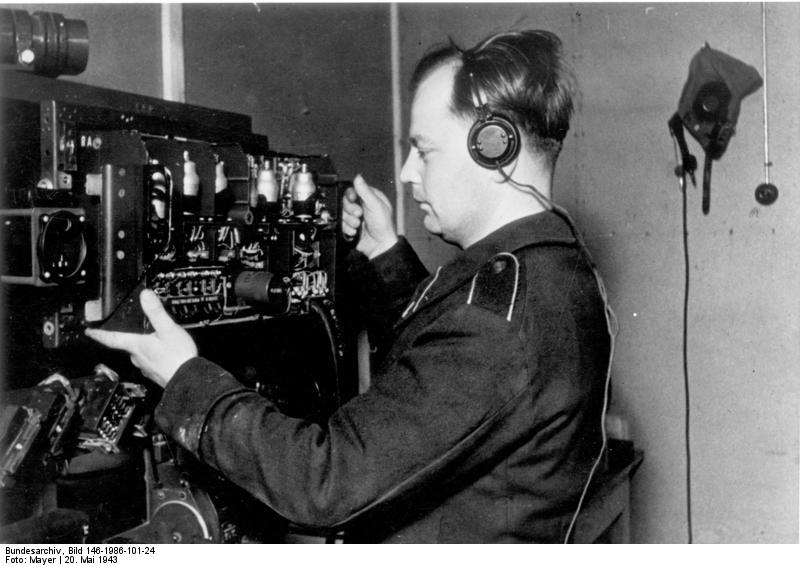
Funkgerät in der Instandsetzung, 1943
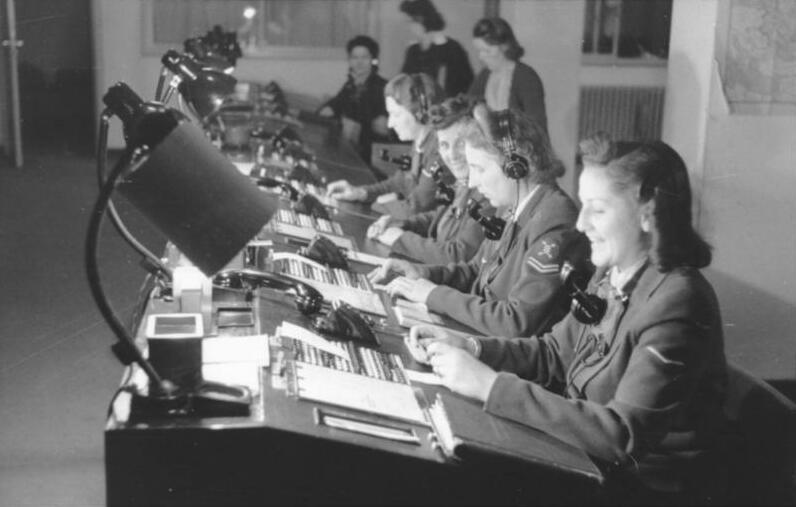
Nachrichtenhelferinnen einer Vermittlungsstation, Frankreich 1944
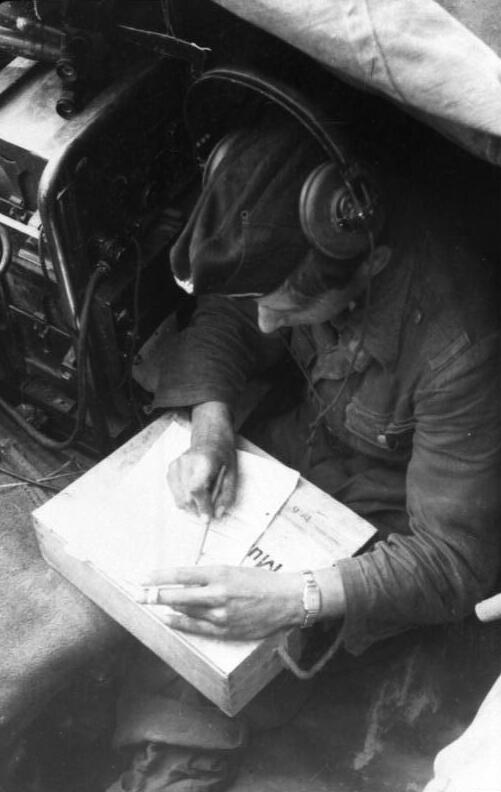
Aufnahme eines Funkspruchs, Warschau 1944
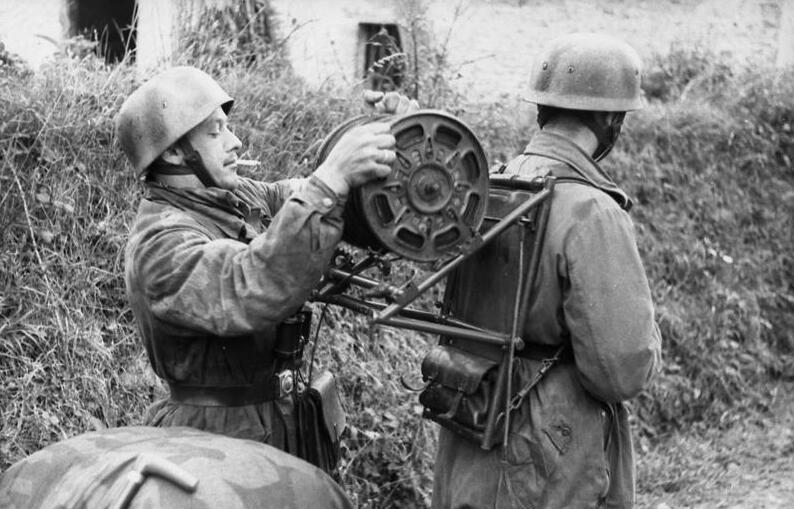
Feldkabelbautrupp der Fallschirmjäger, Frankreich 1944

## Tradition
Nachdem bereits seit 1918 Kameradschaften der Nachrichtentruppen bestanden, wurde 1961 in Bonn auf Anregung des ehemaligen Generals der Nachrichtentruppe Albert Praun der Fernmeldering e. V. gegründet. Dieser versteht sich seitdem als „Zusammenschluss von Angehörigen der ehemaligen Telegrafen- und Nachrichtentruppe, aktiven und ehemaligen Angehörigen der Fernmeldetruppe der Bundeswehr sowie aller, die sich dem Fernmeldewesen und dem Führungsdienst verbunden fühlen.“

## Nachkriegsentwicklung
Sowohl die Waffenfarbe Zitronengelb als auch die Bezeichnung Nachrichtentruppe wurden in der NVA der DDR bis 1990 beibehalten. 

Die deutsche Bundeswehr änderte hingegen die Bezeichnung in Fernmeldetruppe, da die Bezeichnung Nachrichtentruppe mehr auf die Beschaffung und Auswertung von nachrichtendienstlichen Erkenntnissen und militärische Aufklärung hinwies und der Begriff einen Gleichklang mit dem militärischen Nachrichtenwesen hatte. Die Waffenfarbe Zitronengelb wurde jedoch unverändert beibehalten. 